# لوکاس کالابرسه
لوکاس کالابرسه (اسپانیایی: Lucas Calabrese‎؛ زادهٔ ۱۲ دسامبر ۱۹۸۶) قایقران قایق بادبانی اهل آرژانتین است.